# 寶樂沙
布罗萨尔（發音：[bʁɔsaʁ]，本地發音：[bʁɔsɑːʁ, bʁɔsɑɔ̯ʁ]），加拿大魁北克的一個城市，位于蒙特利尔南岸。
自1962年以来，该市通过尚普兰大桥连接蒙特利尔，并依此继续发展。2019年，蒙特利尔市与南岸之间的新尚普兰大桥建成。
布罗萨尔人口多元化，许多移民在获取CSQ成为加拿大永久居民后选择在这里定居，其中也包括很多华人。根据加拿大2017年的人口调查，宝乐莎的总人口大约87, 215，是大蒙特利尔地区第六大城市，也是魁省接纳移民最多的城市。

## 人口
在2021年加拿大人口普查中，由加拿大统计局进行的普查显示，布罗萨尔人口为91,525，居住在其37,275个私人住宅中的35,885个，与2016年人口85,721相比，变化了6.8%。布罗萨尔的陆地面积为45.19 km2（17.45 sq mi），2021年人口密度为2,025.3人/平方公里（5,245.6人/平方英里）。
家庭语言
根据2021年加拿大人口普查，除了法语外，布罗萨尔每天还使用多种其他语言。主要在家中使用的语言及其相对比例是法语（43%）、英语（18%）、普通话（6%）、粤语（4%）、西班牙语（4%）和阿拉伯语（3%）。
族裔
布罗萨尔是大蒙特利尔地区最多元文化的市镇之一，有30个族群至少占人口的1%。根据2021年加拿大人口普查，主要族群及其相对比例是华裔加拿大人（16%）、法裔加拿大人（14%）、加拿大人（13%）、魁北克人（5%）和爱尔兰裔加拿大人（4%）。

## 外部連結
- （法文）/（英文） City of Brossard Official website （页面存档备份，存于）
  - （繁體中文） 中文 (Archive)
- （页面存档备份，存于）
- Statistics Canada 2001 Community Profile - Brossard, Quebec, Canada （页面存档备份，存于）